# Draft d'expansion
La draft d'expansion ou repêchage d'expansion au Canada (anglais : Expansion draft) est un aspect particulier de la procédure de draft (choix des nouveaux joueurs) dans les sports des ligues professionnelles nord-américaines : NBA, LNH, NFL, MLB, MLS.
Elle est mise en place périodiquement, notamment lors de la création d'une nouvelle franchise.
Lors d'une draft d'expansion (création d'une équipe supplémentaire), chaque franchise déjà existante peut protéger un certain nombre de joueurs sous contrat. La ou les nouvelles équipes devront alors sélectionner les joueurs non protégés pour étoffer leur effectif. Sauf cas particulier (joueur avec un long contrat mais devenu indésirable), ce sont généralement les joueurs les moins cotés qui ne sont pas protégés, d'où une faible compétitivité fréquente des nouvelles équipes.
Lors de la disparition d'une équipe, on parle alors de draft de dispersion, procédure par laquelle les équipes restantes sélectionnent les joueurs des équipes défuntes. Devenue rare en NBA, la procédure est plus fréquente en WNBA.

## Basket-ball

### NBA
Liste des drafts d'expansion dans la ligue de basket-ball nord américaine :
- Draft d'expansion NBA 1961 : création des Packers de Chicago (actuels Wizards de Washington)
- Draft d'expansion NBA 1966 : création des Bulls de Chicago
- Draft d'expansion NBA 1967 : création des Rockets de San Diego (actuels Rockets de Houston) et des Supersonics de Seattle (l'actuel Thunder d'Oklahoma City)
- Draft d'expansion NBA 1968 : création des Bucks de Milwaukee et Suns de Phoenix
- Draft d'expansion NBA 1970 : création des Cavaliers de Cleveland, des Trail Blazers de Portland et des Braves de Buffalo (actuels Clippers de Los Angeles)
- Draft d'expansion NBA 1974 : création du Jazz de La Nouvelle-Orléans (actuel Jazz de l'Utah)
- Draft d'expansion NBA 1980 : création des Mavericks de Dallas
- Draft d'expansion NBA 1988 : création du Heat de Miami et des Hornets de Charlotte (actuels Pelicans de La Nouvelle-Orléans)
- Draft d'expansion NBA 1989 : création du Magic d'Orlando et des Timberwolves du Minnesota
- Draft d'expansion NBA 1995 : création des Raptors de Toronto et des Grizzlies de Vancouver  (actuels Grizzlies de Memphis)
- Draft d'expansion NBA 2004 : création des Bobcats de Charlotte (actuels Hornets de Charlotte)

### WNBA
Liste des drafts d'expansion dans la ligue de basket-ball féminin nord américaine :
- Draft d'expansion WNBA 1999 : Lynx du Minnesota, Miracle d'Orlando (devenu Sun du Connecticut)
- Draft d'expansion WNBA 2000 : Fever de l'Indiana, Sol de Miami, Fire de Portland, Storm de Seattle
- Draft d'expansion WNBA 2006 : Sky de Chicago
- Draft d'expansion WNBA 2008 : Dream d'Atlanta
- Draft d'expansion WNBA 2025 : Valkyries de Golden State
  - Les Valkyries commenceront à jouer en 2025, la draft d'expansion de l'équipe ayant lieu le 6 décembre 2024.

Voir aussi : Expansion Draft WNBA (en)

## Baseball
- Draft d'expansion de la Ligue majeure de baseball 1960 : création des Angels de Los Angeles et des Senators de Washington (actuels Rangers du Texas)
- Draft d'expansion de la Ligue majeure de baseball 1961 : création des Colt .45s de Houston (actuels Astros de Houston) et des Mets de New York
- Draft d'expansion de la Ligue majeure de baseball 1968 : création des Expos de Montréal, des Padres de San Diego, des Pilots de Seattle (actuels Brewers de Milwaukee) et des Royals de Kansas City
- Draft d'expansion de la Ligue majeure de baseball 1976 : création des Blue Jays de Toronto et des Mariners de Seattle
- Draft d'expansion de la Ligue majeure de baseball 1992 : création des Marlins de la Floride (actuels Marlins de Miami) et des Rockies du Colorado
- Draft d'expansion de la Ligue majeure de baseball 1997 : création des Devil Rays de Tampa Bay (actuels Rays de Tampa Bay) et des Diamondbacks de l'Arizona

## Hockey
Dans la Ligue nationale de hockey (LNH), des repêchages d'expansion ont lieu :
- En 1967 pour les Blues de Saint-Louis, les Flyers de Philadelphie, les Kings de Los Angeles, les North Stars du Minnesota (actuels Stars de Dallas), les Penguins de Pittsburgh et les Golden Seals de la Californie.
- En 1970 pour les Canucks de Vancouver et les Sabres de Buffalo.
- En 1972 pour les Flames d'Atlanta (actuels Flames de Calgary) et les Islanders de New York.
- En 1974 pour les Capitals de Washington et les Scouts de Kansas City (actuels Devils du New Jersey)
- En 1979 pour les anciennes équipes de l'Association mondiale de hockey : les Winnipeg Jets (actuels Phoenix Coyotes), les Nordiques de Québec (actuels Avalanche du Colorado), les Oilers d'Edmonton et les Whalers de Hartford (actuels Hurricanes de la Caroline)
- En 1991 pour les Sharks de San José.
- En 1992 pour le Lightning de Tampa Bay et les Sénateurs d'Ottawa.
- En 1993 pour les Mighty Ducks d'Anaheim (actuels Ducks d'Anaheim) et les Panthers de la Floride.
- En 1998 pour les Predators de Nashville.
- En 1999 pour les Thrashers d'Atlanta (actuels Jets de Winnipeg).
- En 2000 pour les Blue Jackets de Columbus et le Wild du Minnesota.
- En 2017 pour les Golden Knights de Vegas.
- En 2021 pour le Kraken de Seattle.

## Football américain
Dans la Ligue nationale de football (NFL) des drafts d'expansion ont eu lieu en 1960, 1961, 1966, 1967, 1976, 1995, 1999 et 2002.